# Đầu rìu Madagascar
Đầu rìu Madagascar (danh pháp khoa học: Upupa marginata) là một loài chim trong họ Upupidae.